# Gelapptblättrige Waldsteinie
Die Gelapptblättrige Waldsteinie (Waldsteinia geoides), auch Nelkenwurz-Waldsteinie genannt, ist eine Pflanzenart aus der Gattung der Waldsteinien (Waldsteinia) in der  Unterfamilie der Rosoideae innerhalb der Familie Rosengewächse (Rosaceae).

## Beschreibung

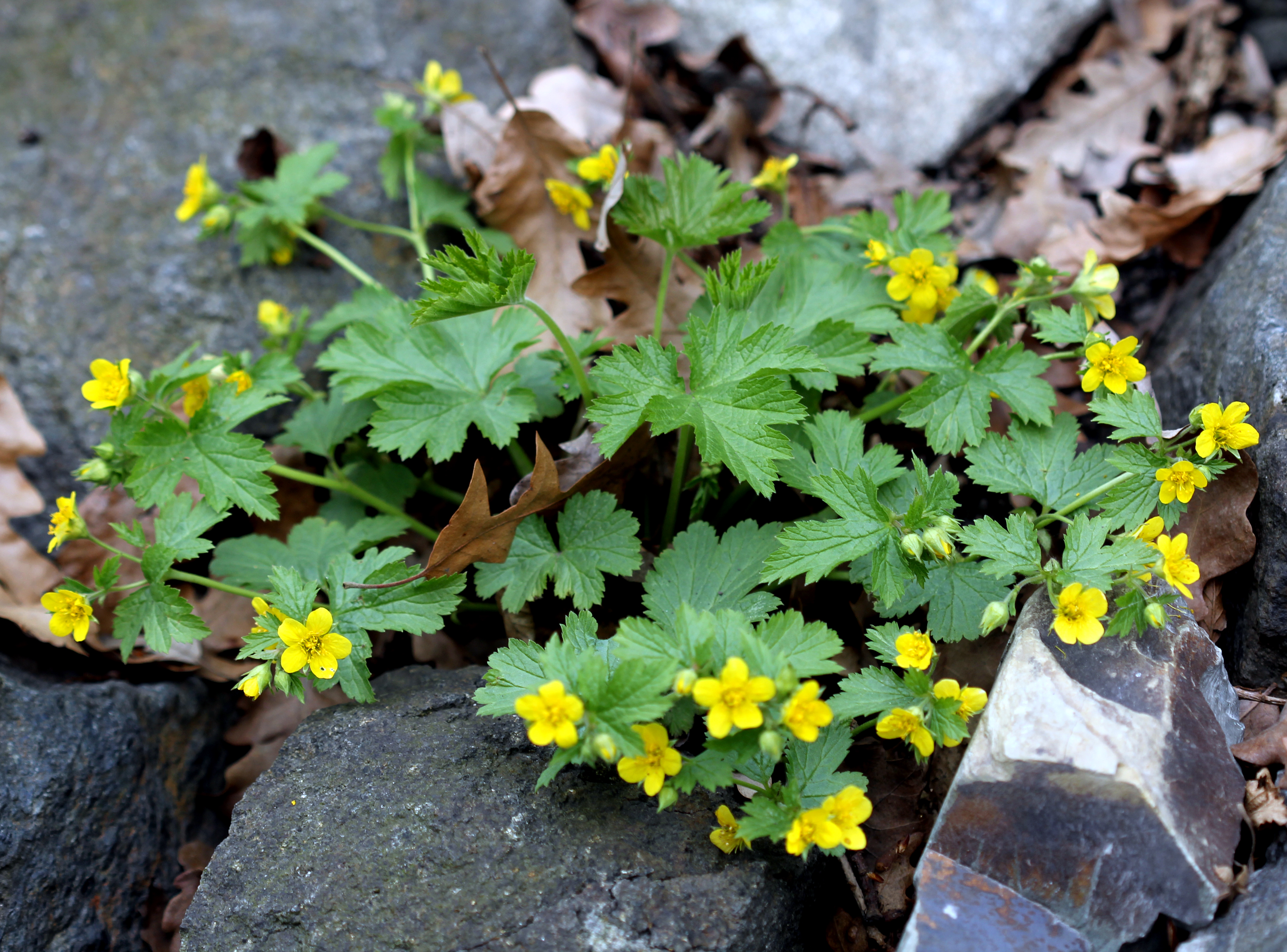
Habitus, Laubblätter und Blüten

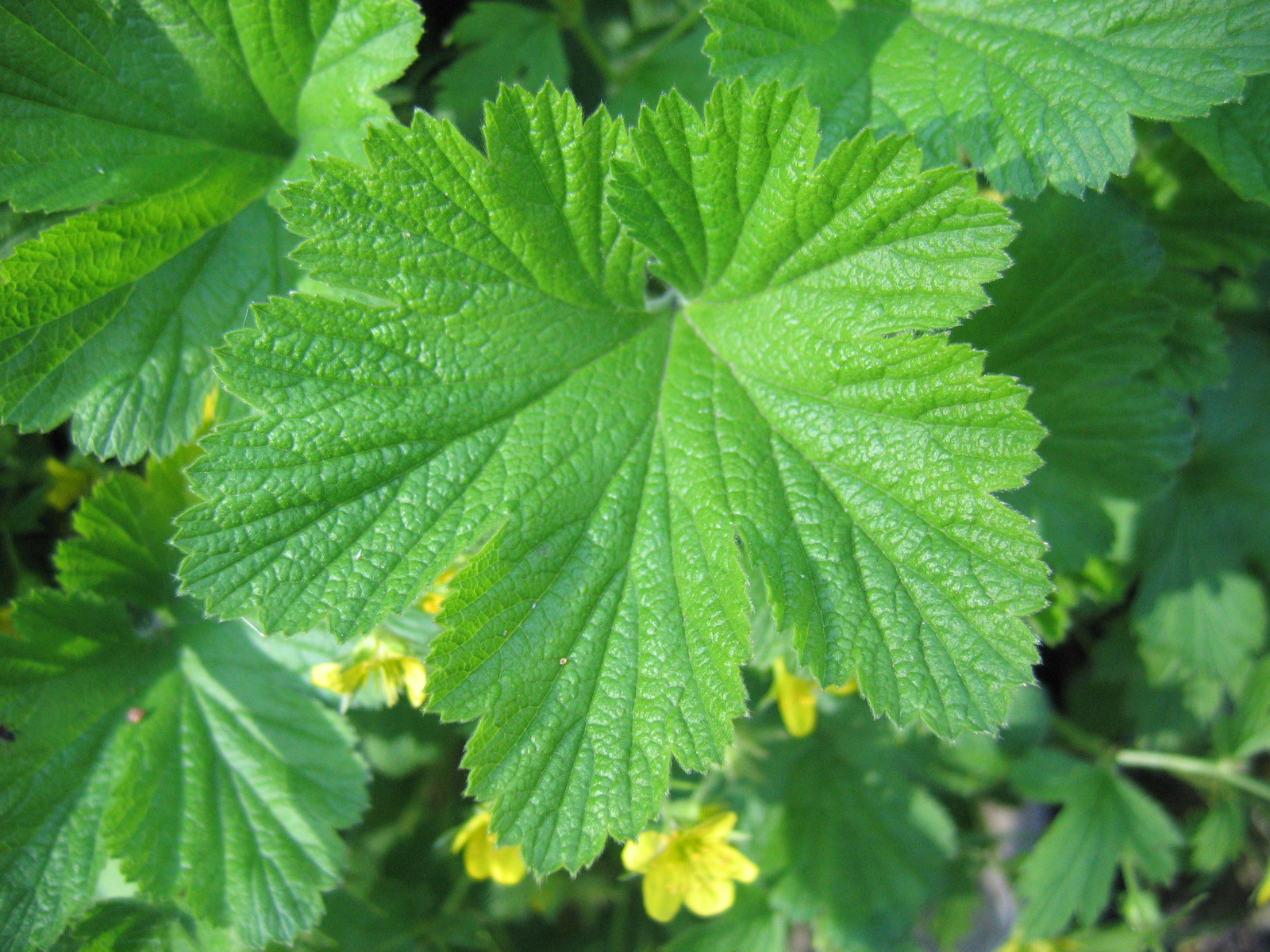
Blattspreite

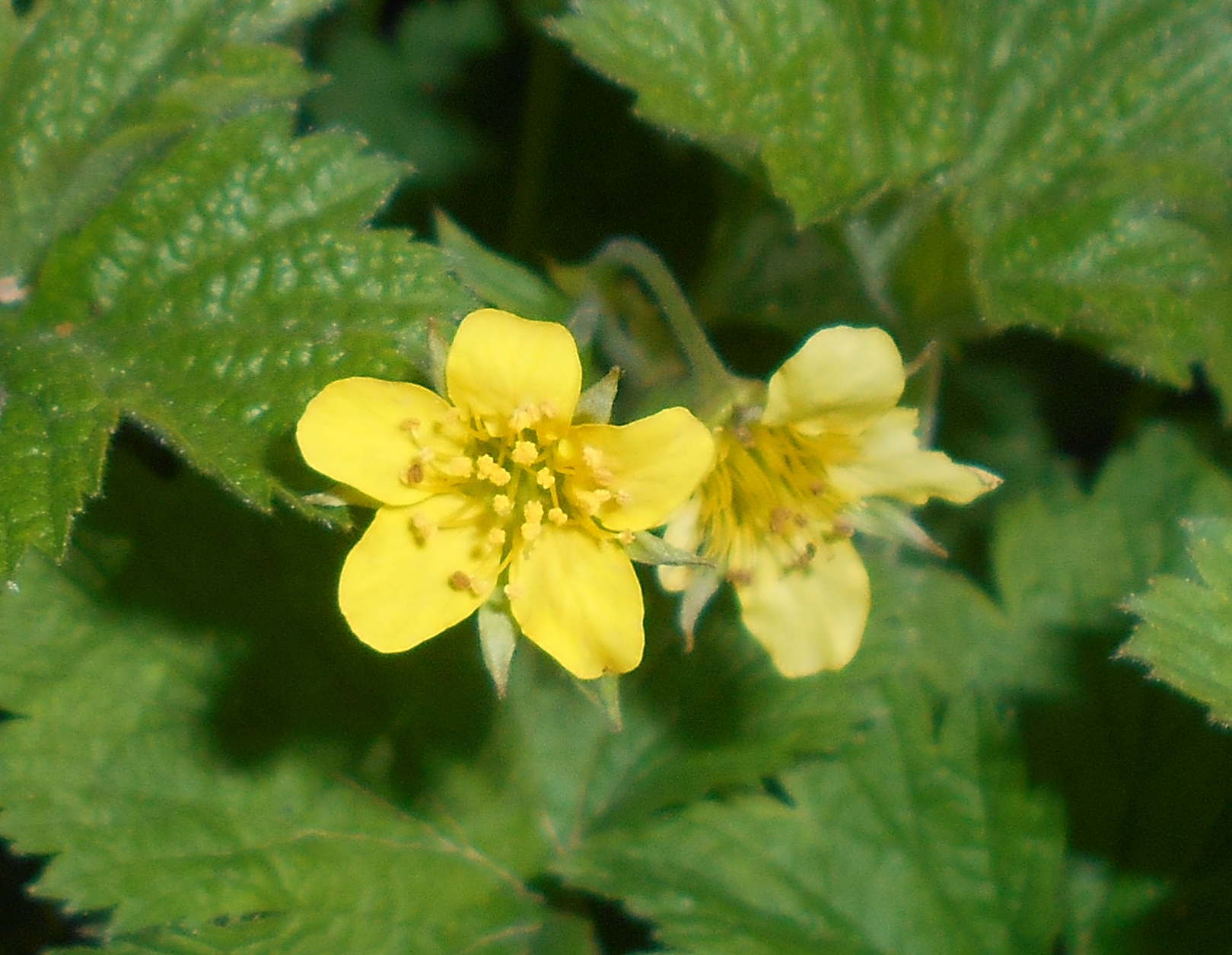
Fünfzählige Blüte im Detail

### Vegetative Merkmale
Die Gelapptblättrige Waldsteinie ist eine immergrüne, ausdauernde krautige Pflanze, die Wuchshöhen von 15 bis 25 Zentimetern erreicht. Sie bildet Rhizome, aber keine Ausläufer aus. Die Laubblätter sind in Blattstiel und Blattspreite gegliedert. Die Blattspreite ist breit herz-nierenförmig und meist fünf- oder siebenlappig.

### Generative Merkmale
Die Blütezeit reicht von April bis Mai. Der Blütenstand überragt die Grundblätter kaum. Die Blütenstängel besitzen laubartige, dreilappige bis dreispaltige Hochblätter.
Die zwittrige Blüte ist  bei einem Durchmesser von etwa 2 Zentimetern radiärsymmetrisch und fünfzählig mit doppelter Blütenhülle. Die Kronblätter sind länger als die Kelchblätter. Die fünf gelben Kronblätter besitzen an ihrer Basis zwei öhrchenartige Fortsätze und sind kurz genagelt. 
Die Chromosomenzahl beträgt 2n = 14.

## Vorkommen
Es gibt Fundortangaben für die Slowakei, Ungarn, Bulgarien, Kroatien, Serbien, Rumänien und der westliche Ukraine. Außerhalb Europa kommt die Gelapptblättrige Waldsteinie nicht vor.
Sie gedeiht in Wäldern, Gebüschen und an Berghängen.
Die ökologischen Zeigerwerte nach Landolt et al. 2010 sind in der Schweiz: Feuchtezahl F = 3 (mäßig feucht), Lichtzahl L = 3 (halbschattig), Reaktionszahl R = 3 (schwach sauer bis neutral), Temperaturzahl T = 4 (kollin), Nährstoffzahl N = 3 (mäßig nährstoffarm bis mäßig nährstoffreich), Kontinentalitätszahl K = 3 (subozeanisch bis subkontinental).

## Ökologie
Die Blüten sind stark proterogyn, wobei erst die Griffel weit vorragen, während die Staubblätter noch einwärts gekrümmt und ihre Staubbeutel geschlossen sind. Blütenbesucher sind Halictus- und Anthomyia-Arten. Die Öhrchen am Grund der Kronblätter überdachen den Nektar im Blütenbecher, der vom Diskusring abgesondert wird. Die Blütenbesucher können also nur durch die Spalten zwischen den Öhrchen zum Nektar gelangen. Nach der Anthese erschlaffen die Blütenstiele, die Kronblätter fallen ab und bald darauf auch die Griffelchen, während Kelchblätter und Blütenbecher weiterwachsen.

## Taxonomie
Die Erstbeschreibung von Waldsteinia geoides erfolgte 1799 durch Carl Ludwig von Willdenow in Neue Schriften, Gesellschaft Naturforschender Freunde zu Berlin.  II, S. 106.

## Nutzung
Die Gelapptblättrige Waldsteinie wird als bodendeckende Zierpflanze für Gehölzgruppen und Rabatten genutzt. Sie ist seit spätestens 1804 in Kultur.